# Grań Bystrej

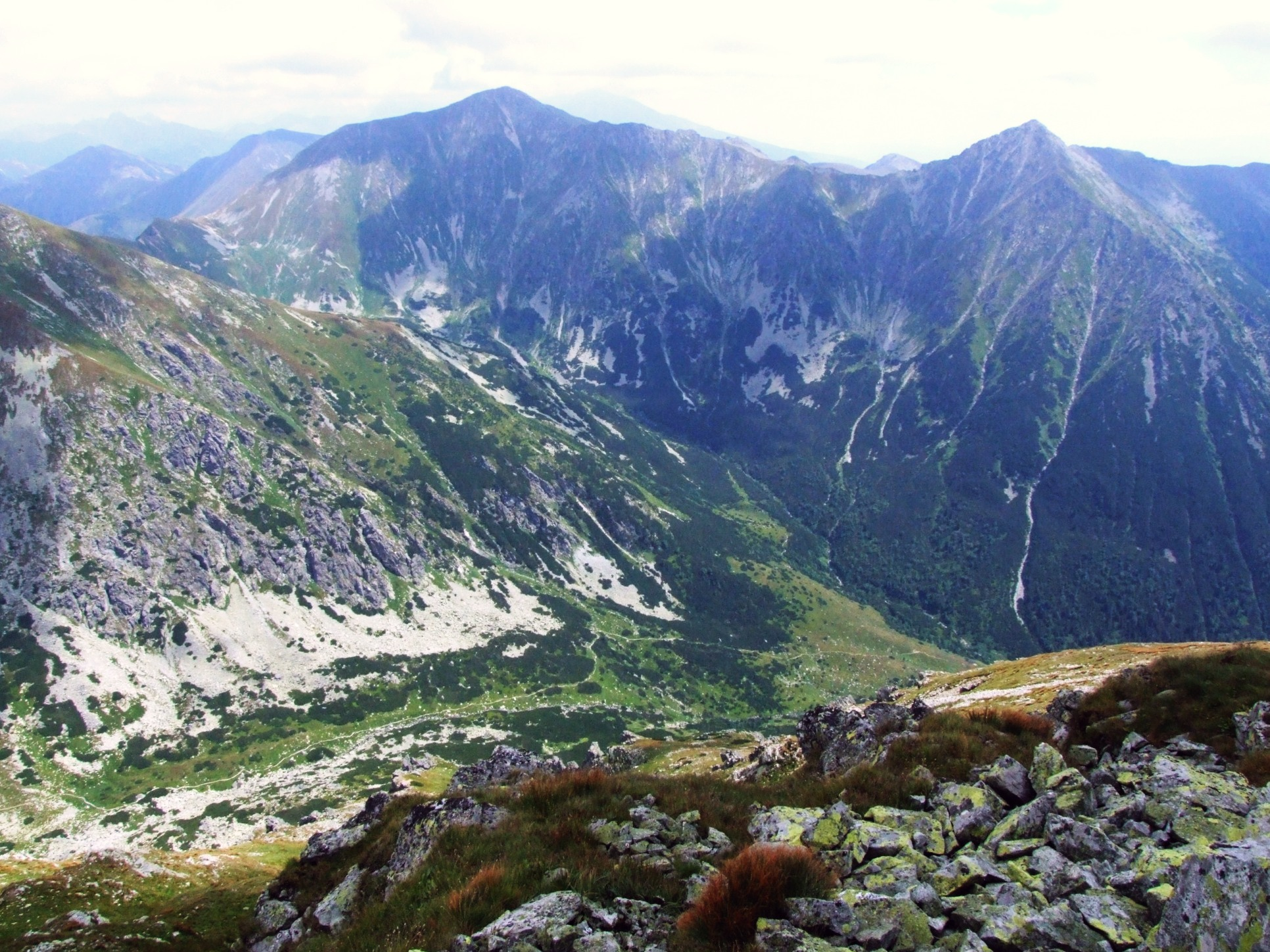
Zachodnia grań Bystrej. Widok z Raczkowej Czuby

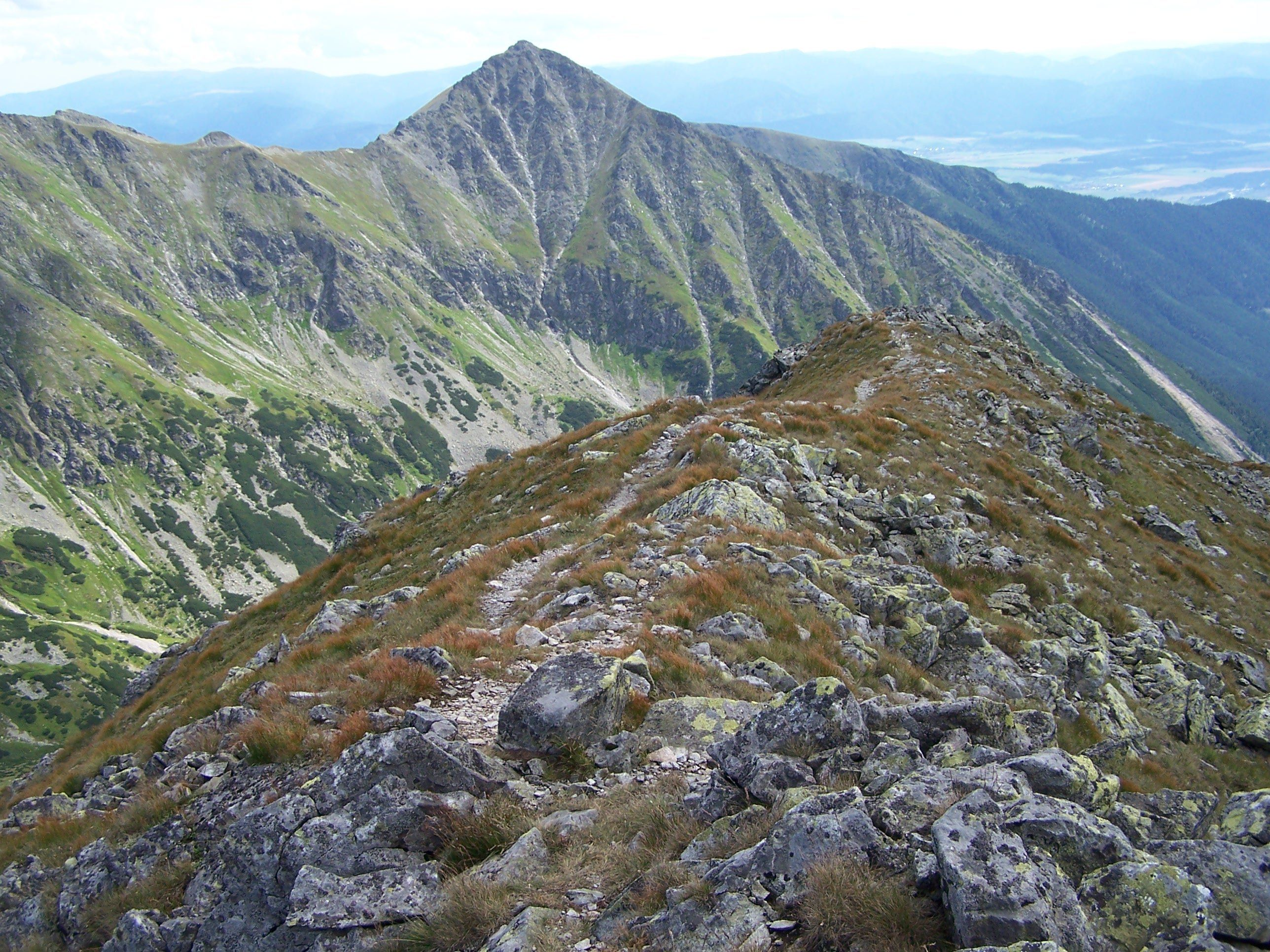
Fragment grani zachodniej z Zadnią Kopą. Widok ze Starorobociańskiego Wierchu

Grań Bystrej – boczna grań w Tatrach Zachodnich z górującą Bystrą (Bystrá, 2248 m n.p.m.), najwyższym szczytem tej części Tatr, będącym zwornikiem dla 3 odgałęzień:
- grań południowo-wschodnia oddzielającą Dolinę Kamienistą od Doliny Bystrej. Zaczyna się grzbietem Kobyły (Kobyla), potem za przełęczą przechodzi w grzbiet Szerokiej (Široká, 1991 m) i Kotłową (Kotlova, 1985 m)
- grań południowo-zachodnia oddzielająca Dolinę Bystrą od Doliny Raczkowej i Doliny Gaborowej. W grani tej znajdują się kolejno (od wierzchołka Bystrej na południe):
  - Mała Bystra (Grúň), 2108 m. Wyrasta z niej grzęda Garbate (Hrbáč),
  - Przełęcz pod Zadnią Kopą,
  - Zadnia Kopa (Nižná Bystrá), 2162 m. Jest zwornikiem dla grzbietu Pośrednie (Prostredné),
  - Przednia Kopa, Skrajna Kopa (Predna kopá) 2068 m,
  - Jeżowa Kopa (Ježová), 2043 m. Grań rozgałęzia się w niej na 2 boczne grzbiety:
    - ku południowemu zachodowi opada Hola (Hoľa) zakończona wzniesieniem Keczki Przybylińskiej (Kečka, 1489 m)
    - na południe rozpłaszczony grzbiet, który poprzez Pokrzywnik dochodzi do Suchego Hradka (Suchý hrádok, 1204 m)
- krótka grań północna ze znajdującym się w grani głównej Błyszczem (2158 m). Grań ta łączy się z Granią główną Tatr Zachodnich.

Grań zachodnia i wschodnia tworzą obramowanie dla znajdującej się między nimi Doliny Bystrej z Bystrymi Stawami. W zalesionych stokach Jeżowej kopy znajduje się kilka niewielkich i krętych żlebów i dolinek, poczynając od zachodniej strony są to: Żleb Potok, Żleb Jaworzynka, Skalniste, Dolinka Kozowa.

## Szlaki turystyczne
Jedynie przez nieduże fragmenty grani Bystrej prowadzą znakowane szlaki turystyczne.
  – żółty z Doliny Bystrej przez górną część grani wschodniej na szczyt Bystrej. Czas przejścia od Magistrali Tatrzańskiej na szczyt: 3:40 h, ↓ 2 h
  – niebieski z Banistej Przełęczy na szczyt Bystrej. Prowadzi on zachodnimi zboczami grani północnej. Czas przejścia: 15 min, ↓ 10 min